# Piano della Virginia

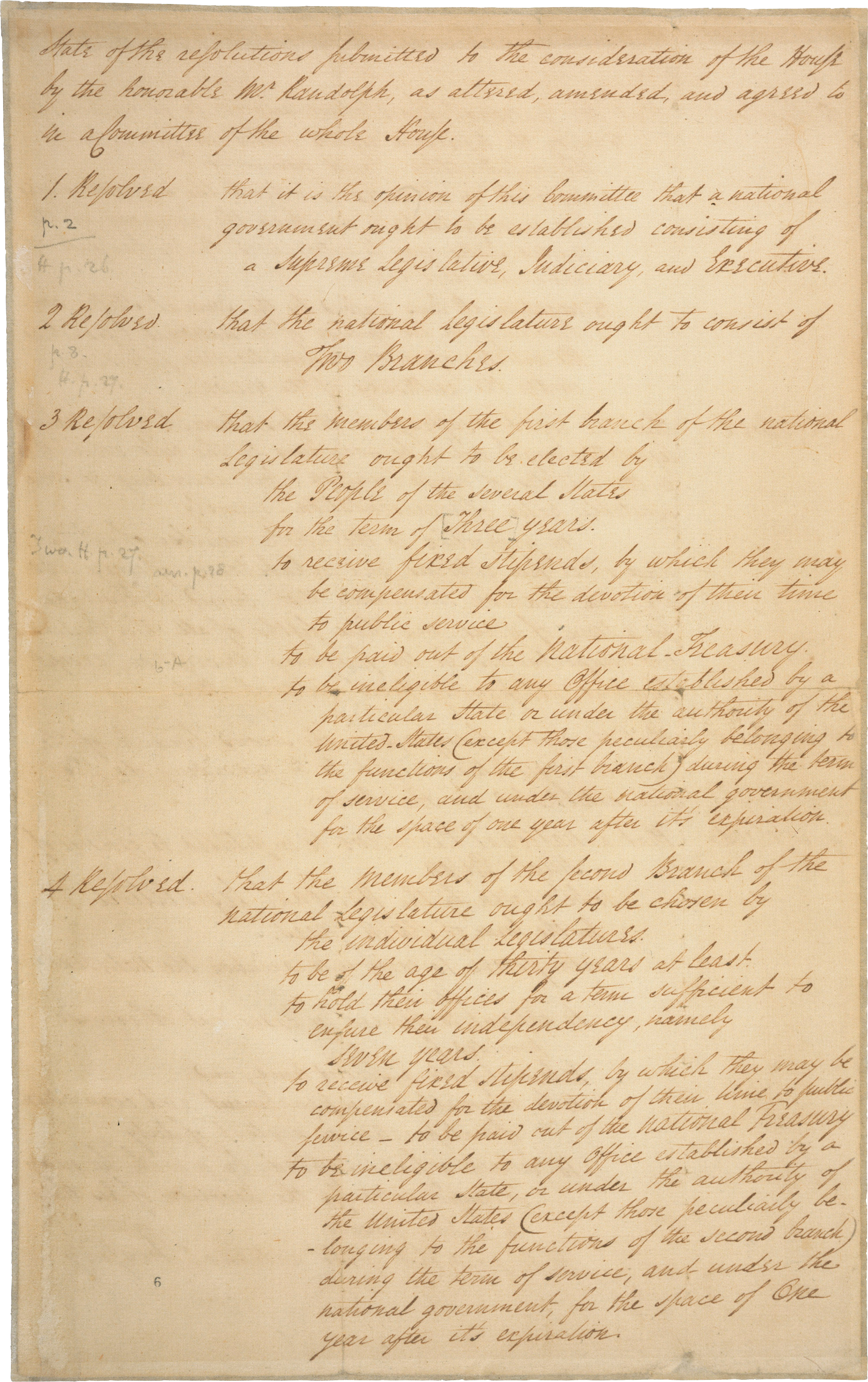
Il manoscritto del Piano della Virginia

Il piano della Virginia (conosciuto anche con il nome di piano di Randolph) fu una proposta dei delegati dello stato della Virginia, redatto da James Madison a cui si oppose il piano del New Jersey, entrambe furono presentate e giudicate durante la Convenzione di Filadelfia del 1787. Alla fine prevalse il cosiddetto Compromesso del Connecticut.

## Storia
Anche se fu redatto da Madison i 15 punti cardine del piano vennero presentati dal governatore della Virgina di quel tempo, Edmund Randolph.

## Struttura
Tendeva a favorire gli Stati più ampi prevedendo un Parlamento bicamerale, i cui membri erano suddivisi proporzionalmente alla popolazione di ogni Stato, i cui poteri erano molto forti, compreso il potere di veto rispetto alla legislazione dei singoli Stati; un esecutivo nominato dal legislativo; una corte federale composta di giudici inamovibili.